# Desa Limo
Desa Limo är en administrativ by i Indonesien.   Den ligger i provinsen Jawa Barat, i den västra delen av landet, 18 km söder om huvudstaden Jakarta.